# Robert Maynard
Robert Maynard (født 19. september 1684 i Dartford, Kent, død 4. januar 1751) var en løjtnant og senere kaptajn i Royal Navy.
Maynard tjente som første løjtnant på HMS Pearl, mest berømt for sin del i nederlaget i kamp mod den berygtede engelske pirat Blackbeard.
Robert Maynard blev løjtnant den 14. januar 1707. Fra 1709 var han tredje løjtnant på HMS Bedford. Han blev førstløjtnant for HMS Pearl i 1716. Han blev forfremmet til kommandør i 1739 og til kaptajn i 1740.